# Yandex Cloud
Yandex Cloud (ранее «Яндекс.Облако» — публичная облачная платформа от транснациональной интернет-компании  «Яндекс». Yandex Cloud предоставляет частным и корпоративным пользователям инфраструктуру и вычислительные ресурсы в формате as a service.

## История
О планах «Яндекса» выйти на рынок публичных облаков было известно с 2016 года, но первые новости о развитии направления появились в 2017, когда в компанию перешёл Ян Лещинский, прежде работавший над облачными платформами в Microsoft, Salesforce и AWS. Закрытое тестирование Yandex.Cloud началось в апреле 2018 года при участии более 50 крупных российских и международных компаний, в том числе Тинькофф банка, X5 Retail Group, S7, Skyeng. В статусе технического превью платформа была представлена в сентябре 2018 года. Пользовательская база и выручка облачной платформы последовательно росли, и в октябре 2020 года «Яндекс» перенёс Yandex.Cloud из экспериментального направления в самостоятельную бизнес-единицу.

## Устройство
Платформа Yandex.Cloud использует ту же инфраструктуру, что и основные сервисы «Яндекса», располагается в тех же дата-центрах. Многие компоненты Yandex.Cloud основаны на внутренних продуктах компании, изначально созданных под собственные задачи. Также используется ПО с открытым исходным кодом: KVM для гипервизора, Tungsten Fabric (OpenContrail) для программно-определяемой сети и т. д.. Как первый российский партнёр Nvidia GPU Cloud (NGC), Yandex.Cloud предоставляет доступ к специализированным приложениям для работы с искусственным интеллектом, машинным обучением, нейронными сетями и высокопроизводительными вычислениями, оптимизированным под GPU Nvidia.

## Сервисы
В состав Yandex.Cloud входят инфраструктурные сервисы, сервисы для управления данными, инструменты для разработки облачных приложений и моделей машинного обучения и собственные сервисы на основе ML:

| Инфраструктура и сеть - Compute Cloud (виртуальные машины и диски) - Object Storage (масштабируемое хранилище данных) - Cloud Interconnect (выделенные сетевые соединения) - API Gateway (интеграция с сервисами Yandex.Cloud при помощи API) - Network Load Balancer (сетевые балансировщики нагрузки) - Application Load Balancer (балансировщики нагрузки уровня приложений) - Virtual Private Cloud (управление сетями в облаке) - DDoS Protection (защита от DDoS-атак) - Сloud DNS (управление доменными именами) Платформа данных - Yandex Managed Service (MS) for PostgreSQL - MS for ClickHouse - MS for MySQL - MS for Redis - MS for MongoDB - MS for Elasticsearch - MS for Apache Kafka. - MS for Microsoft SQL Server - MS for Greenplum - Data Proc (управление кластерами Apache Hadoop) - Data Transfer (инструмент для миграции БД) - Message Queue (очереди для обмена сообщениями между приложениями). Контейнерная разработка - Managed Service for Kubernetes (управление кластерами Kubernetes) - Container Registry (управление docker-образами) | Бессерверные вычисления - Cloud Functions (запуск кода в виде функции) - Yandex Database (распределённая отказоустойчивая NewSQL СУБД) - Yandex IoT Core (решения для интернета вещей) Безопасность - Key Management Service (управление ключами шифрования) - Certificate Manager (управление TLS-сертификатами) - Lockbox (создание и хранение конфиденциальной информации) Ресурсы и управление - Monitoring (сбор и визуализация метрик) - Identity and Access Management (идентификация и контроль доступа к облачным ресурсам) - Resource Manager (управление ресурсами в каталогах и облаках) Машинное обучение - DataSphere (запуск моделей машинного обучения) - SpeechKit (технологии распознавания и синтеза речи) - Translate (машинный перевод с поддержкой более 90 языков) - Vision (анализ изображений с помощью моделей машинного обучения) - Brand Voice Call Center (сервиз синтеза речи для создания уникальных голосов роботов-операторов в колл-центрах) Бизнес-инструменты - Tracker (инструмент для организации работы команды) - DataLens (анализ и визуализация данных) |

## Безопасность
Yandex.Cloud соответствует требованиям стандарта информационной безопасности ISO/IEC 27001:2013 и является первой в России и странах СНГ облачной платформой, которая прошла сертификацию по стандарту информационной безопасности ISO/IEC 27017:2015 и стандарту защиты персональных данных ISO/IEC 27018:2019, которые учитывают специфику облачных сервисов.
Аппаратная база Yandex.Cloud размещается в тех же дата-центрах, что и остальные сервисы «Яндекса», но физически отделена от них. На границе между ними используются аппаратные межсетевые экраны. Внутри Yandex.Cloud используется HIPS, на уровне коммутаторов top-of-rack применяется управление доступом ACL. Для виртуальных машин используется сборка QEMU/KVM с минимальным набором кода и библиотек, все процессы запускаются под контролем AppArmor.
Платформа соответствует требованиям GDPR и обеспечивает уровень защиты персональных данных по № 152-ФЗ «О персональных данных» вплоть до УЗ-1, соответствует стандарту безопасности ГОСТ Р 57580, установленному нормативными актами Банка России. Также Yandex.Cloud — первое публичное облако в России, подтвердившее соответствие стандарту PCI DSS для всех категорий сервисов: IaaS, SaaS, PaaS и бессерверных вычислений.

## Руководство и финансовые показатели
Первым главой Yandex.Cloud стал Ян Лещинский. В июне 2020 года его сменил Алексей Башкеев, ранее руководивший созданием облачной инфраструктуры для собственных сервисов «Яндекса», в том числе ставших компонентами Yandex.Cloud. На начало 2021 года Yandex.Cloud обслуживало 9,7 тысячи коммерческих клиентов (рост в 1,4 раза), в том числе 270 крупных компаний, которые обеспечили около половины выручки в 1 млрд рублей. Шестьдесят процентов выручки принесли инфраструктурные сервисы, за ними следуют ML-направление (14 %) и технологии для работы с данными (12 %).